# Robot para la discapacidad
Un robot para la discapacidad es un robot diseñado para ayudar a las personas que tienen discapacidades físicas que les impiden la realización de las tareas diarias. Se ha demostrado que el robot para la discapacidad ayuda a las personas que se están recuperando, por ejemplo, de un derrame cerebral y a las personas que se han abstenido de sufrir lesiones que afectan sus tareas diarias. El campo de especialización en el que se crea este tipo de robots se llama robótica de la discapacidad.

## Investigación
En 1988, el Instituto Nacional de Investigación sobre Discapacidades y Rehabilitación, NIDRR, otorgó a la Universidad de Gaulladet una subvención para el proyecto "Robótica de deletreo con los dedos para la comunicación para permitir el acceso al texto a personas sordociegas". Investigadores de la Universidad desarrollaron y probaron una mano robótica. Aunque nunca se comercializó, el concepto es relevante para la investigación actual y futura.
Desde esta concesión, han escrito muchos otros. La investigación financiada por NIDRR parece estar pasando de la fabricación de brazos robóticos que pueden ser utilizados por personas discapacitadas a realizar actividades diarias, al desarrollo de robótica que ayuda en el tratamiento con la esperanza de lograr ganancias de rendimiento a largo plazo. Si hay éxito en el desarrollo de la robótica, estos productos comercializados en masa podrían ayudar a las personas de la tercera edad de más larga vida del mañana lo suficiente como para posponer las estancias en la residencia de ancianos. "Jim Osborn, director ejecutivo del Centro de Tecnología de Calidad de Vida, dijo en una reunión de proveedores de atención a largo plazo que si tales avances pudieran retrasar todas las admisiones en hogares de ancianos por un mes, los ahorros sociales podrían ser de $ 1 mil millones mensuales". La escasez tanto de asistentes personales remunerados como de familiares disponibles hace que la asistencia artificial sea una necesidad.

## Niños
Los niños con discapacidades severas pueden desarrollar impotencia aprendida, lo que les hace perder interés en su entorno. Los brazos robóticos se utilizan para proporcionar un método alternativo para participar en actividades de juego conjunto. Estos brazos robóticos permiten a los niños manipular objetos reales en el contexto de las actividades de juego.

## Gadgets
La robótica para la discapacidad es una categoría amplia que incluye sillas de ruedas, brazos robóticos y otros dispositivos robóticos que ayudan a las personas con discapacidad en todos los niveles de habilidad. En esta sección se ofrecen ejemplos de los muchos tipos de dispositivos robóticos utilizados para ayudar a las personas con discapacidad.

### Silla de ruedas
Las personas con discapacidades severas pueden ser asistidas con sillas de ruedas robóticas cuando el control manual no es posible. Estos dispositivos pueden determinar la pérdida de habilidades residuales y frustración. Tradicionalmente las sillas de ruedas dejan el control bien a la persona o bien al robot, dependiendo del nivel de discapacidad.
Las personas con discapacidades severas pueden recibir asistencia con sillas de ruedas robóticas cuando no es posible el control manual. Estos dispositivos pueden disuadir la pérdida de habilidades residuales y la frustración. Tradicionalmente, las sillas de ruedas daban control a la persona o al robot según el nivel de discapacidad.

### Cinta de carreras
El Entrenamiento en pasarela rodante apoyado por el peso del cuerpo (Bodyweight-supported treadmill training - BWSTT) se utiliza para mejorar la capacidad de caminar de las personas con lesión neurológica. Estas máquinas son dispositivos terapéuticos asistidos, que se utilizan en el ámbito clínico, pero están limitados por los requerimientos personales y laborales impuestos a los fisioterapeutas. El dispositivo BWSTT, y muchos otros como él, ayudan a los terapeutas físicos, proporcionando práctica específica de tarea de caminar en las personas después de una lesión neurológica.